# Monument Square Historic District (Jamaica Plain, Boston, Massachusetts)
Der Monument Square Historic District (auch Pondside) ist ein 17,4 ha großes Gebiet im Bostoner Stadtteil Jamaica Plain im Bundesstaat Massachusetts der Vereinigten Staaten, das 1990 als Historic District in das National Register of Historic Places eingetragen wurde. Die ältesten Gebäude in diesem Bezirk stammen aus dem Jahr 1755, die jüngsten aus der Gegenwart. Von den 194 Bauwerken wurden 166 als zur historischen Bedeutung beitragend (Contributing Property) bewertet; dies betrifft ausschließlich Gebäude, die früher als 1930 errichtet und nur geringfügig baulich verändert wurden.

## Beschreibung
Der Historic District befindet sich nahe dem Zentrum von Jamaica Plain und besteht im Wesentlichen aus einzeln stehenden Wohnhäusern, die zwischen 1860 und 1910 errichtet wurden. Vereinzelte Wohnhäuser stammen aus dem Zeitraum von 1755 bis zur Gegenwart, und zusätzlich gibt es dort einige institutionelle Gebäude aus der Mitte des 19. Jahrhunderts. Der Bezirk grenzt im Westen an den Jamaica Pond, im Norden und Süden an dichtere und jüngere Wohnbebauung sowie im Osten an die Centre Street, dem Geschäftszentrum des Stadtteils.
Die Straßen des Historic Districts führen radial vom Jamaica Pond bis zur Centre Street und verfügen nur über wenige Querverbindungen. Dieses Muster geht auf die dort im 19. Jahrhundert vorhandenen, keilförmigen Grundstücksgrenzen zurück. Die Baustile der Häuser sind vielfältig und reichen vom Federal Style und Greek Revival über Italianate und Colonial Revival bis zum Bungalow.
Nur vier Gebäude des Bezirks sind keine Wohngebäude: Die 1832 errichtete Eliot School, die im gleichen Jahr erbaute Eliot Hall, die im Gothic-Revival-Stil gehaltene First Church of Jamaica Plain (6 Eliot Street) aus dem Jahr 1854 und die First Baptist Church (633 Centre Street), die von 1856 bis 1859 errichtet wurde.
Der Historic District wurde nach einem knapp 10,5 m hohen Kriegsdenkmal (englisch monument) aus Granit benannt, das an der Kreuzung zwischen der South und Centre Street steht und auf einem Podest einen Soldaten der Union Army zeigt.

## Historische Bedeutung
Der Monument Square Historic District umfasst ein gut erhaltenes Wohnviertel aus dem 19. und frühen 20. Jahrhundert. An seiner Struktur werden die Veränderungen bei der Anpassung eines ursprünglichen Dorfes aus dem 17. und 18. Jahrhundert deutlich, das erst zu einem Ort für große Anwesen und dann zu einem Wohnquartier von Boston wurde. Bedeutsam sind ebenso die vielfältigen sichtbaren Architekturstile des 19. und 20. Jahrhunderts sowie die dortigen Arbeiten bekannter Bostoner Architekten. Der National Park Service legte die Phase der historischen Bedeutung auf den Zeitraum zwischen 1755 (Errichtung des ältesten noch erhaltenen Gebäudes im Distrikt) und 1930 fest, sodass jüngere Bauwerke nicht mehr dazugerechnet werden.
Jamaica Plain gehörte vor seiner Eingemeindung zu Roxbury, das heute selbst ein Bostoner Stadtteil ist. Der westliche, dünn besiedelte Teil der Siedlung bestand vorwiegend aus Bauernhöfen und versorgte das nahegelegene Boston mit Nahrungsmitteln. Dieser Teil des ehemaligen Roxbury wurde 1851 als Jamaica Plain nach Boston eingemeindet. Trotz seines Namens ist die Gegend dort nur an zwei Stellen tatsächlich flach.
1689 stiftete John Eliot rund 30 ha Land, um eine Schule zu errichten und ein Wohnhaus für einen Lehrer zu errichten. Dieser Bereich befindet sich noch heute im historischen Zentrum von Jamaica Plain, und zwei Gebäude und eine Straße tragen seinen Namen.
In der zweiten Hälfte des 18. Jahrhunderts entdeckten reiche Bostoner Bürger (darunter John Hancock und Francis Bernard) das ländliche Jamaica Plain und errichteten dort Landhäuser, um dort die Sommermonate zu verbringen. Heute ist davon lediglich noch das Loring-Greenough House aus dem Jahr 1760 erhalten.
Mit der Errichtung der Boston and Providence Railroad im Jahr 1834 kamen nicht nur neue Wachstumsimpulse in die Stadt, sondern auch Pendler, die sich in Jamaica Plain – beginnend mit der Eliot Street und Burrough Street – niederließen, da sie von dort aus zu Fuß den nächsten Bahnhof erreichen konnten.
Als in den 1870er Jahren Straßenbahngleise durch Jamaica Plain verlegt wurden, um den Bereich an Roxbury anzubinden, zogen weitere Pendler in das Gebiet und errichteten bis zum Jahr 1900 mit 28.500 Häusern eine bis dahin nicht erreichte Vielzahl von Gebäuden in Roxbury, Jamaica Plain und Dorchester. Um dies zu erreichen, wurden die bis dahin großen Grundstücke in mehrere kleinere Parzellen unterteilt und getrennt verkauft, was im Distrikt sehr gut anhand der Holbrook Street zu erkennen ist.